# Yeşildirek SK
El Yeşildirek SK es un equipo de fútbol de Turquía que juega en la Liga Aficionada de Estambul, sexta división nacional.

## Historia
Fue fundado en el año 1951 en la localidad de Fatih de la capital Estambul y en sus primeros años eran un equipo de tercera división compuesto principalmente por jóvenes y con el paso del tiempo llegaron a competir a nivel nacional y en 1961 logra el ascenso a la Superliga de Turquía por primera vez.
El club permaneció por dos temporadas hasta que desciende en la temporada 1962/63, y en los siguientes dos torneos los pasó en la TFF Primera División para descender a la tercera división en 1965. Más adelante el equipo pasó entre la tercera división y las ligas aficionadas hasta finales de los años 1980 donde pasaron a ser un equipo aficionado.

## Palmarés
- İstanbul Mahallî Ligi (1): 1960-61

## Temporadas a nivel profesional
- Super Lig: 1961–63
- TFF Primera División: 1963–65
- TFF Segunda División: 1970–72, 1984–87

## Galería

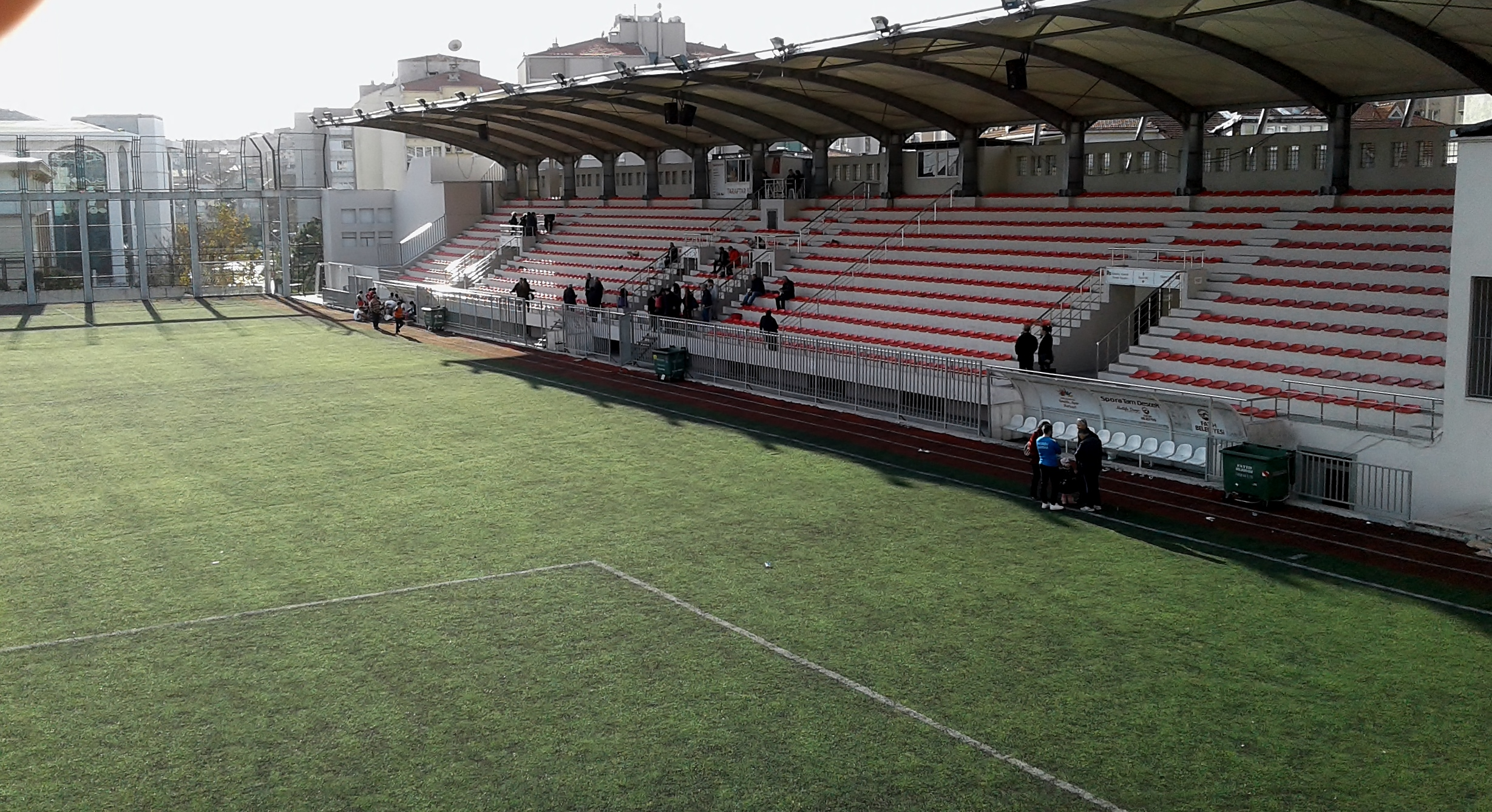
Estadio Fatih Mimar Sinan.